# Kocioł Kasprowy

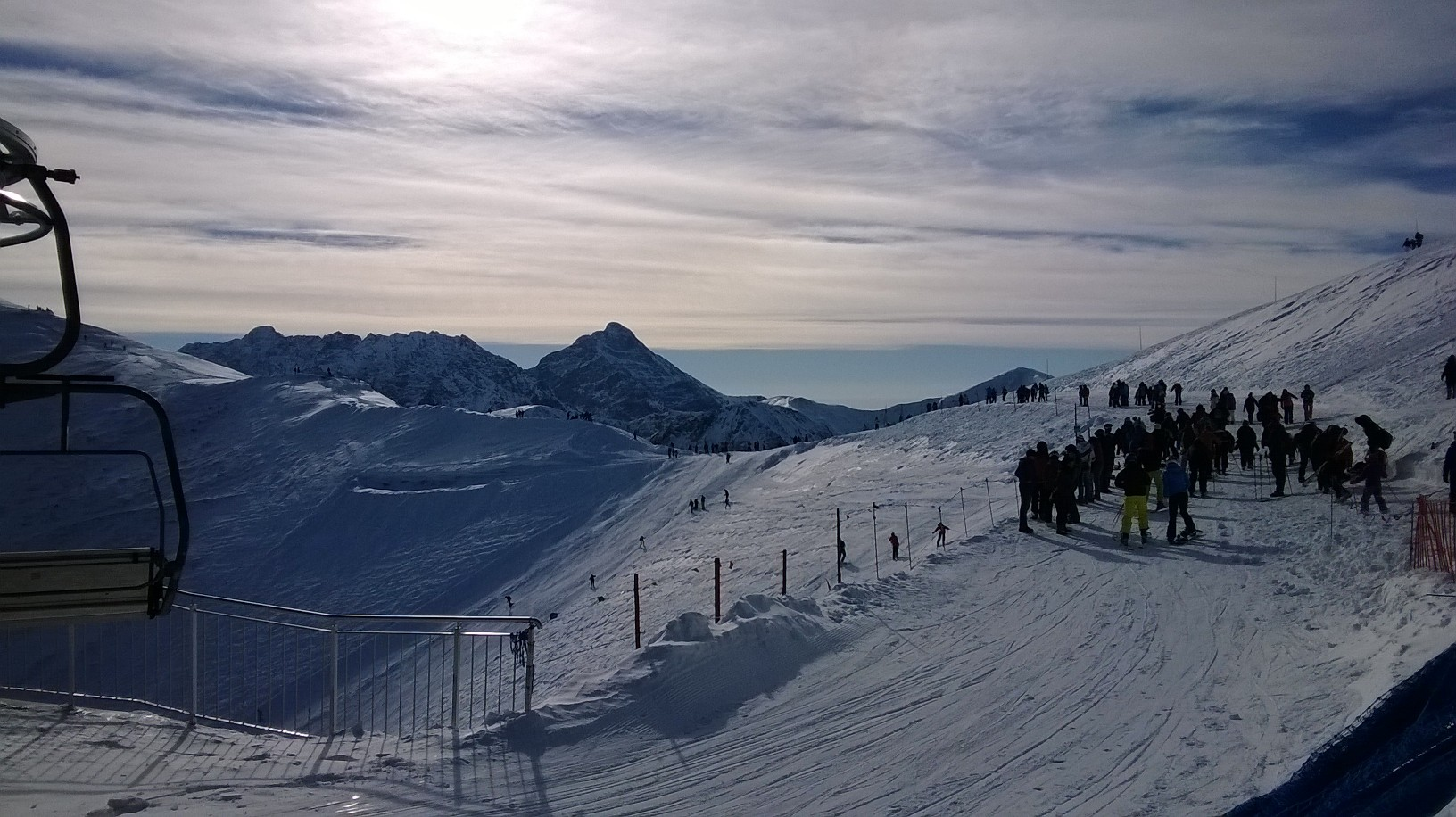
Wintersportler oberhalb des Kessels

Das eiszeitlich durch Gletscher geformte Hängetal Kocioł Kasprowy, auch Kocioł Gąsienicowy genannt, ist ein Karkessel südwestlich des Tals Dolina Zielona Gąsienicowa, konkret seiner Abzweigung Dolina Sucha Stawiańska, das wiederum ein Seitental des Tals Dolina Suchej Wody Gąsienicowej ist und in der polnischen Hohen Tatra und Westtatra in der Woiwodschaft Kleinpolen liegt. Es liegt unterhalb der Gipfel des Uhrocie Kasprowe, des Kasprowy Wierch und des Beskid sowie des Bergpasses Sucha Przełęcz.

## Geographie
Das Tal ist ca. 1 km lang von über 2000 Meter hohen Bergen umgeben, insbesondere vom Massiv des Kasprowy Wierch. Unter dem Kessel liegt das Tal Dolina Sucha Stawiańska. Im Tal verläuft die Grenze zwischen Hoher Tatra im Osten und Westtatra im Westen. Ein kleiner unbenannter Bach fließt aus dem Tal ab.

## Etymologie
Der Name leitet sich von dem Berg Kasprowy Wierch ab und lässt sich als Kasprowy-Kessel oder Kessel des Kasprowy übersetzen. Der Alternativname Kocioł Gąsienicowy leitet sich von dem Tal Dolina Gąsienicowa ab und lässt sich als Gąsienicowa-Kessel oder Kessel der Gąsienicowa übersetzen.

## Flora und Fauna
Das Tal liegt unterhalb und oberhalb der Baumgrenze. Es ist mit Gräsern bewachsen. Das Tal ist Rückzugsgebiet für Gämse und Murmeltiere.

## Klima
Im Tal herrscht Hochgebirgsklima.

## Almwirtschaft
Das Tal wurde seit dem 17. Jahrhundert für die Almwirtschaft genutzt. Es gehörte zur Alm Hala Gąsienicowa. Nach der Errichtung des Tatra-Nationalparks 1954 wurden die ehemaligen Eigentümer enteignet bzw. zum Verkauf gezwungen.

## Tourismus
- ▬ Im Tal befinden sich ein gelb markierter Wanderweg von der Berghütte Schronisko PTTK Murowaniec auf den Gipfel des Kasprowy Wierch.

Durch das Tal führt die ca. 8,5 km lange Skipiste Gąsienicowa vom Kasprowy Wierch hinab bis in den Zakopaner Stadtteil Kuźnice sowie eine Sesselbahn von der Talsohle auf den Kasprowy Wierch, die Sesselbahn Hala Gąsienicowa.